# James Cameron
James Francis Cameron CC (sinh ngày 16 tháng 8 năm 1954) là một nam nhà làm phim kiêm nhà hoạt động môi trường người Canada hiện đang sinh sống tại New Zealand. Ông nổi tiếng với việc thực hiện các phim điện ảnh khoa học viễn tưởng và sử thi. Cameron bắt đầu nhận được sự chú ý từ công chúng với vai trò đạo diễn của Kẻ hủy diệt (1984) và tiếp tục gặt hái thành công với Aliens (1986), The Abyss (1989), Kẻ hủy diệt 2: Ngày phán xét (1991) cùng phim hài giật gân True Lies (1994). Các bộ phim kinh phí lớn khác của ông bao gồm Titanic (1997) và Avatar (2009), trong đó Titanic đã mang về cho ông giải Oscar ở hạng mục Phim hay nhất, Đạo diễn xuất sắc nhất và Dựng phim xuất sắc nhất; còn Avatar thì được ghi hình bằng công nghệ 3D, cũng mang về cho ông đề cử ở các hạng mục tương tự.
Cameron là nhà đồng sáng lập các công ty sản xuất Lightstorm Entertainment, Digital Domain và Earthship Productions. Ngoài sự nghiệp làm phim, ông còn là nhà thám hiểm đại dương của National Geographic và đã tham gia sản xuất nhiều phim tài liệu về chủ đề này, bao gồm Ghosts of the Abyss (2003) và Aliens of the Deep (2005). Cameron cũng có đóng góp vào việc phát triển công nghệ quay phim dưới nước và các phương tiện quay phim từ xa, đồng thời giúp tạo ra hệ thống máy quay 3D kỹ thuật số Fusion Camera System. Năm 2012, Cameron trở thành người đầu tiên tự mình lặn xuống đáy Rãnh Mariana bằng tàu lặn Deepsea Challenger.
Các phim điện ảnh của Cameron thu về tổng cộng 2 tỷ USD ở thị trường Bắc Mỹ và 6 tỷ USD toàn cầu, trong đó Avatar và Titanic là hai phim điện ảnh có doanh thu cao nhất và cao thứ ba mọi thời đại, lần lượt đem về 2,85 tỷ USD và 2,19 tỷ USD. Cameron nắm giữ thành tích là đạo diễn của hai trong số năm bộ phim đầu tiên đạt doanh thu toàn cầu hơn 2 tỷ USD. Năm 2010, tạp chí Time vinh danh Cameron là một trong 100 người có ảnh hưởng nhất thế giới. Cameron cũng là một nhà hoạt động vì môi trường cũng như tham gia điều hành một số doanh nghiệp bền vững.

## Tiểu sử
James Francis Cameron sinh ngày 16 tháng 8 năm 1954 tại Kapuskasing, Ontario, là con trai của Philip Cameron, một kỹ sư điện, và Shirley (nhũ danh Lowe), một nghệ sĩ kiêm điều dưỡng viên. Ông cố nội của ông di cư từ Balquhidder, Scotland, vào năm 1825. Cameron là con cả trong gia đình có 5 anh chị em. Khi còn nhỏ, ông đã từ chối tham gia Kinh Lạy Cha ở trường và ví nó giống như "bài thánh ca bộ lạc". Ông theo học tại Stamford Collegiate ở Niagara Falls. Năm 17 tuổi, Cameron và gia đình chuyển từ Chippawa đến Brea, California. Ông theo học tại trường Trung học Sonora và sau đó chuyển đến trường Trung học Brea Olinda.
Sau khi tốt nghiệp trung học, vào năm 1973, Cameron đăng ký học tại trường cao đẳng cộng đồng Fullerton để nghiên cứu vật lý, nhưng cuối cùng lại bỏ học vào cuối năm 1974. Cameron bắt đầu làm những công việc lặt vặt như lái xe tải và gác cổng, và bắt đầu viết lách trong khoảng thời gian rảnh rỗi. Cũng trong thời gian này, ông tìm hiểu về kỹ xảo hình ảnh và "bất cứ thứ gì liên quan đến công nghệ điện ảnh" bằng cách đọc tác phẩm của các sinh viên khác tại thư viện. Phấn khích sau khi xem Chiến tranh giữa các vì sao vào năm 1977, Cameron từ bỏ công việc tài xế xe tải để bước vào ngành công nghiệp điện ảnh.

## Sự nghiệp

### 1978–1983: Các tác phẩm đầu tay
Sự nghiệp đạo diễn của Cameron bắt đầu vào năm 1978. Sau khi vay tiền từ một tập đoàn nha sĩ, ông theo học đạo diễn, biên kịch và sản xuất phim ngắn đầu tay của mình mang tựa đề Xenogenesis (1978) với một người bạn. Vừa học vừa làm, Cameron cho biết ông cảm thấy mình giống như một bác sĩ đang thực hiện ca phẫu thuật đầu tiên trong sự nghiệp. Sau đó ông tham gia làm trợ lý sản xuất cho dự án Rock 'n' Roll High School (1979). Trong quá trình tự học kỹ thuật làm phim, Cameron bắt đầu công việc là một nhà sản xuất mô hình thu nhỏ tại Roger Corman Studios. Ông sớm được nhận làm giám đốc nghệ thuật cho bộ phim khoa học viễn tưởng Battle Beyond the Stars (1980). Ông thực hiện các hiệu ứng hình ảnh cho Escape from New York (1981) của John Carpenter, từng là nhà thiết kế sản xuất cho Galaxy of Terror (1981) và tư vấn thiết kế cho Android (1982).
Cameron được thuê làm đạo diễn hiệu ứng hình ảnh cho phần tiếp theo của Piranha (1978), có tựa đề Piranha II: The Spawning vào năm 1982. Đạo diễn ban đầu của tác phẩm là Miller Drake đã rời dự án do mâu thuẫn sáng tạo với nhà sản xuất Ovidio Assonitis. Được ghi hình tại Rome, Ý và đảo Grand Cayman, bộ phim đã mang đến cho Cameron cơ hội đầu tiên dưới vai trò đạo diễn cho một phim điện ảnh kinh phí lớn. Tuy nhiên, Cameron sau đó nói rằng tác phẩm không giống như bộ phim đầu tiên ông thực hiện do những mâu thuẫn quyền lực với Assonitis. Khi ở Rome và bị cảm nặng, Cameron đã gặp ác mộng về một kẻ sát nhân người máy bất khả chiến bại được gửi đến từ tương lai để ám sát ông; giấc mơ này sau đó trở thành nguồn cảm hứng cho Kẻ hủy diệt. Khi phát hành Piranha II: The Spawning, các nhà phê bình không mấy ấn tượng với tác phẩm; tác giả Tim Healey gọi nó là "một bộ phim tệ hại một cách kỳ diệu, chắp nối những câu từ sáo rỗng từ mọi nguồn".

### 1984–1992: Những đột phá
Lấy cảm hứng từ Halloween (1978) của đạo diễn John Carpenter và các tác phẩm khoa học viễn tưởng khác, năm 1982 Cameron đã viết kịch bản cho Kẻ hủy diệt (1984), bộ phim giật gân kể về một người máy được gửi đến từ tương lai để thực hiện nhiệm vụ chết người. Cameron muốn bán kịch bản để có thể đạo diễn bộ phim. Trong khi một số hãng phim bày tỏ sự quan tâm đến dự án này, thì nhiều nhà điều hành lại không muốn để một đạo diễn mới và xa lạ thực hiện bộ phim. Gale Anne Hurd, một đồng nghiệp và là người sáng lập của Pacific Western Productions, người mà Cameron đã kết hôn từ năm 1984–89, đã đồng ý mua kịch bản của Cameron với giá 1 USD, với điều kiện Cameron sẽ là đạo diễn của bộ phim. Ông thuyết phục chủ tịch của Hemdale Pictures chấp thuận việc thực hiện bộ phim, với Cameron là đạo diễn và Hurd là nhà sản xuất. Lance Henriksen, diễn viên đóng vai chính trong Piranha II: The Spawning, đã được cân nhắc cho vai chính, nhưng Cameron quyết định rằng Arnold Schwarzenegger phù hợp với vai nhân vật phản diện người máy này hơn do ngoại hình lực lưỡng của ông, còn Henriksen được giao một vai diễn nhỏ hơn. Michael Biehn và vợ tương lai của Cameron, Linda Hamilton, cũng tham gia dàn diễn viên. Kẻ hủy diệt là một thành công phòng vé, vượt quá mong đợi của Orion Pictures. Bộ phim được khán giả yêu thích và thu về hơn 78 triệu USD trên toàn thế giới. George Perry của BBC ca ngợi hướng đi của Cameron, bình luận: "Cameron kết hợp yếu tố hành động với những trò đùa mỉa mai, nhưng chưa bao giờ đưa vào ý niệm về việc khủng bố có thể ập đến bất cứ lúc nào". Năm 2008, bộ phim được chọn để bảo quản tại Cơ quan đăng ký phim quốc gia Hoa Kỳ, được coi là "có ý nghĩa về mặt văn hóa, lịch sử hoặc thẩm mỹ".
Năm 1984, Cameron đồng viết kịch bản cho Rambo: First Blood Part II với Sylvester Stallone. Cameron sau đó tiếp tục vai trò đạo diễn với phần tiếp theo của Alien (1979), một bộ phim khoa học viễn tưởng kinh dị của Ridley Scott. Sau khi đặt tựa đề phần tiếp theo này là Aliens (1986), Cameron đã tuyển lại Sigourney Weaver vào vai Ellen Ripley, nhân vật vốn xuất hiện lần đầu tiên trong Alien. Aliens theo chân nhân vật chính Ripley khi cô giúp một nhóm lính thủy đánh bộ chống lại người ngoài Trái Đất. Bất chấp những mâu thuẫn với dàn diễn viên và đoàn làm phim trong quá trình sản xuất và phải thay thế một trong những diễn viên chính – thay James Remar bằng Michael Biehn – Aliens là một thành công phòng vé khi thu về hơn 130 triệu USD toàn cầu. Bộ phim đã được đề cử bảy giải Oscar vào năm 1987, bao gồm Nữ diễn viên chính xuất sắc nhất, Thiết kế sản xuất xuất sắc nhất, Dựng phim xuất sắc nhất, Nhạc phim hay nhất và Hòa âm hay nhất. Tác phẩm đã chiến thắng ở các hạng mục Biên tập âm thanh xuất sắc nhất và Hiệu ứng hình ảnh tốt nhất. Nữ diễn viên Weaver đã lên bìa tạp chí Time vào tháng 7 năm 1986 cùng những hình ảnh quảng bá cho Aliens.

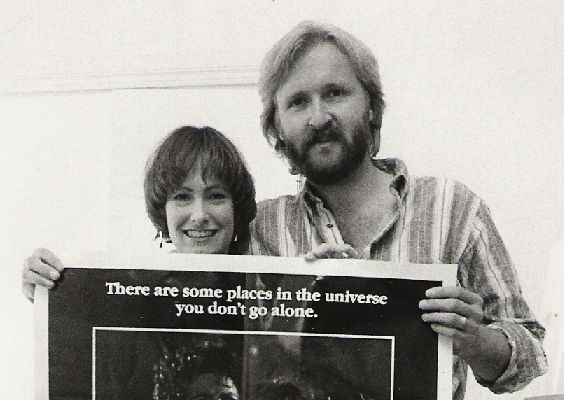
Cameron với Gale Ann Hurd, 1986

Sau Aliens, Cameron và Gale Anne Hurd quyết định thực hiện The Abyss, một câu chuyện về những công nhân giàn khoan đã phát hiện ra sự sống thông minh kỳ lạ dưới đáy đại dương. Dựa trên một ý tưởng mà Cameron đã hình thành từ thời trung học, bộ phim ban đầu được thực hiện với kinh phí 41 triệu USD, dù vậy dự án đã thực hiện với khoản chi thực vượt quá con số này. Phim có sự tham gia của Ed Harris, Mary Elizabeth Mastrantonio và Michael Biehn. Quá trình sản xuất bắt đầu ở Quần đảo Cayman và South Carolina, bên trong một nhà máy điện hạt nhân chưa xây dựng xong với hai bể chứa nước khổng lồ. Dàn diễn viên và đoàn làm phim đều cho rằng Cameron quá cực đoan và độc tài, trong đó việc quay những cảnh dưới nước khiến cả tinh thần và thể chất của họ bị kiệt quệ. Khi bộ phim ra mắt, The Abyss đã được khen ngợi vì những hiệu ứng hình ảnh và thu về 90 triệu USD tại phòng vé toàn cầu. Tác phẩm nhận được bốn đề cử giải Oscar và giành chiến thằng ở hạng mục Hiệu ứng hình ảnh xuất sắc nhất.
Năm 1990, Cameron đồng sáng lập công ty Lightstorm Entertainment với đối tác Lawrence Kasanoff. Năm 1991, Cameron là nhà giám đốc sản xuất cho Point Break (1991), đạo diễn bởi Kathryn Bigelow – người mà ông đã kết hôn từ năm 1989 đến năm 1991. Sau thành công của Kẻ hủy diệt, đã có những cuộc thảo luận cho phần phim tiếp theo. Vào cuối những năm 1980, Mario Kassar của Carolco Pictures đã bảo đảm bản quyền cho phần phim kế tiếp, cho phép Cameron bắt đầu sản xuất bộ phim này – mang tựa đề Kẻ hủy diệt 2: Ngày phán xét (1991). Tác phẩm do William Wisher Jr. và Cameron viết kịch bản, còn Schwarzenegger và Linda Hamilton vẫn tiếp tục thể hiện lại hai vai diễn của họ. Câu chuyện của phim tiếp nối Kẻ hủy diệt, mô tả một nhân vật phản diện mới (T-1000), có khả năng thay đổi hình dạng và săn lùng con trai của Sarah Connor, John. Cameron đã chọn Robert Patrick vào vai T-1000 vì ngoại hình gầy guộc của nam diễn viên – một sự tương phản rõ rệt với Schwarzenegger. Cameron giải thích, "Tôi muốn một người cực kỳ nhanh nhẹn và hoạt bát. Nếu T-800 là xe tăng Panzer thì T-1000 sẽ là Porsche". Kẻ hủy diệt 2: Ngày phán xét là một trong những bộ phim đắt nhất được sản xuất, với chi phí ít nhất là 94 triệu USD. Bất chấp việc sử dụng công nghệ CGI đầy thách thức, bộ phim vẫn được hoàn thành đúng thời hạn và phát hành vào ngày 3 tháng 7 năm 1991. Kẻ hủy diệt 2: Ngày phán xét đã phá nhiều kỷ lục phòng vé, bao gồm cả kỷ lục cuối tuần mở màn cho một phim xếp hạng R, thu về hơn 200 triệu USD ở thị trường Bắc Mỹ và là tác phẩm điện ảnh đầu tiên đạt doanh thu hơn 300 triệu USD toàn cầu. Tác phẩm đã giành được bốn giải Oscar là Hóa trang xuất sắc nhất, Hòa âm hay nhất, Biên tập âm thanh xuất sắc nhất và Hiệu ứng hình ảnh xuất sắc nhất. Phim cũng nhận được các đề cử cho Quay phim xuất sắc nhất và Dựng phim xuất sắc nhất, nhưng đều để mất giải vào tay tác phẩm giật gân chính trị JFK (1991).

### 1993–2001: Tiếp tục nỗ lực vàTitanic
Trong những năm sau đó, Cameron đã lên kế hoạch thực hiện phần phim Kẻ hủy diệt thứ ba nhưng kế hoạch không bao giờ thành hiện thực. Thương hiệu Kẻ hủy diệt cuối cùng đã được Kassar mua lại từ vụ phá sản của Carolco. Ông chuyển sang các dự án khác và vào năm 1993, Cameron đồng sáng lập Digital Domain, một công ty sản xuất hiệu ứng hình ảnh. Năm 1994, Cameron và Schwarzenegger tái hợp trong lần hợp tác thứ ba với tác phẩm True Lies, một phiên bản làm lại của bộ phim hài năm 1991 của Pháp La Totale!. Câu chuyện mô tả một mật vụ người Mỹ sống cuộc sống hai mặt với tư cách là một người đàn ông đã có gia đình, còn vợ anh thì tin rằng anh là một nhân viên bán máy tính. Phim có sự tham gia của Jamie Lee Curtis, Eliza Dushku và Tom Arnold. Hãng Lightstorm Entertainment của Cameron đã ký hợp đồng với 20th Century Fox để sản xuất True Lies. Với nguồn ngân sách ít nhất vào khoảng 100 triệu USD, tác phẩm thu về 146 triệu USD toàn cầu, đồng thời nhận được đề cử giải Oscar cho Hiệu ứng hình ảnh xuất sắc nhất, còn Curtis thì giành được giải Quả cầu vàng cho Nữ diễn viên chính xuất sắc nhất. Năm 1995, Cameron đồng sản xuất Strange Days, một bộ phim giật gân khoa học viễn tưởng do Kathryn Bigelow đạo diễn và Jay Cocks đồng biên kịch. Strange Days không đạt thành công cả về mặt phòng vé lẫn chuyên môn như kỳ vọng. Năm 1996, Cameron tái hợp với dàn diễn viên của Kẻ hủy diệt 2 để ghi hình cho dự án T2-3D: Battle Across Time, một điểm tham quan tại Universal Studios Florida và các công viên chủ đề khác trên thế giới.
Dự án lớn tiếp theo của ông là Titanic (1997), một bộ phim sử thi về sự kiện đắm tàu RMS Titanic vào năm 1912 sau khi va phải một tảng băng trôi. Với kinh phí sản xuất 200 triệu USD, vào thời điểm đó, đây là bộ phim điện ảnh đắt nhất từng được sản xuất. Bắt đầu từ năm 1995, Cameron đã nhiều lần lặn xuống đáy Đại Tây Dương để ghi lại cảnh tàu đắm, vốn sau này sẽ được sử dụng trong phim. Một bản sao của con tàu được đóng ở Bãi biển Rosarito và quá trình quay phim chính bắt đầu vào tháng 9 năm 1996. Titanic đã gây xôn xao trước khi phát hành vì vượt quá ngân sách và vượt kế hoạch. Kịch bản đã hoàn thành của ông mô tả một đôi tình nhân – do Leonardo DiCaprio và Kate Winslet thể hiện – thuộc hai tầng lớp xã hội khác nhau và đến với nhau trong bối cảnh của thảm kịch. Dàn diễn viên phụ bao gồm Billy Zane, Kathy Bates, Frances Fisher, Gloria Stuart, Bernard Hill, Jonathan Hyde, Victor Garber, Danny Nucci, David Warner và Bill Paxton. Sau nhiều tháng trì hoãn, Titanic được công chiếu vào ngày 19 tháng 12 năm 1997. Bộ phim nhận được sự hoan nghênh nhiệt liệt từ giới phê bình và trở thành phim điện ảnh có doanh thu cao nhất mọi thời đại, đồng thời giữ vị trí này trong 12 năm cho đến khi bị Avatar đánh bại kỷ lục vào năm 2010. Phần trang phục và bối cảnh phim nhận được nhiều khen ngợi; tờ The Washington Post cũng đánh giá cao phần đồ họa CGI của tác phẩm. Titanic đã nhận được kỷ lục mười bốn đề cử – ngang với All About Eve (1950) – tại Giải Oscar năm 1998. Tác phẩm sau đó giành chiến thắng ở 11 hạng mục, song hành kỷ lục cho phim điện ảnh giành được nhiều chiến thắng nhất cùng Ben-Hur năm 1959 và Chúa tể những chiếc nhẫn: Sự trở lại của nhà vua năm 2003. Các hạng mục mà phim chiến thắng bao gồm: Phim hay nhất, Đạo diễn xuất sắc nhất, Chỉ đạo nghệ thuật xuất sắc nhất, Quay phim xuất sắc nhất, Hiệu ứng hình ảnh xuất sắc nhất, Dựng phim xuất sắc nhất, Thiết kế phục trang đẹp nhất, Hòa âm xuất sắc nhất, Biên tập âm thanh xuất sắc nhất, Ca khúc trong phim hay nhất và Bài hát trong phim hay nhất. Khi nhận được giải Phim hay nhất, Cameron và nhà sản xuất Jon Landau đã yêu cầu có một khoảng lặng để tưởng nhớ tới 1.500 người đã qua đời trong thảm họa đắm tàu. Nhà phê bình điện ảnh Roger Ebert ca ngợi cách kể chuyện của Cameron: "Nó được xây dựng hoàn hảo và thông minh"; hai cây viết Kevin Sandler và Gaylyn Studlar đã bình luận vào năm 1999 rằng sự lãng mạn, hoài niệm lịch sử và âm nhạc của James Horner đã góp phần tạo nên hiện tượng văn hóa mà bộ phim đã làm được. Năm 2017, nhân kỷ niệm 20 năm ra mắt, Titanic trở thành bộ phim thứ hai của Cameron được lựa chọn để bảo quản tại Cơ quan đăng ký phim quốc gia Hoa Kỳ.
Thời điểm Titanic được đón nhận rầm rộ, Cameron vẫn khá là kín tiếng. Năm 1998, ông cùng anh trai John thành lập Earthship Productions, một công ty cho phép truyền phát các bộ phim tài liệu về tầng đáy biển, vốn là một trong những sở thích của Cameron. Ông đã lên kế hoạch làm một bộ phim về Người Nhện – dự án được phát triển bởi Menahem Golan của Cannon Films. Columbia đã thuê David Koepp chuyển thể những ý tưởng của Cameron thành một kịch bản phim, nhưng do nhiều bất đồng nên Cameron đã từ bỏ dự án. Vào năm 2002, Người Nhện được phát hành với vai trò kịch bản chỉ đề tên Koepp. Năm 2000, Cameron ra mắt với tác phẩm truyền hình đầu tay Dark Angel, đồng sáng tạo với Charles H. Eglee; đây là một phim truyền hình chịu ảnh hưởng bởi phong cách cyberpunk, biopunk, các siêu anh hùng đương đại và làn sóng nữ quyền thứ ba. Dark Angel có sự tham gia của Jessica Alba trong vai Max Guevara, một siêu chiến binh được tăng cường đột biến di truyền do một tổ chức bí mật tạo ra. Trong khi mùa phim đầu tiên thành công ở mức độ vừa phải, thì mùa thứ hai lại kém sức hút hơn; vì điều này dự án đã bị hủy bỏ sau đó.

### 2002–2010: Thành công từ phim tài liệu vàAvatar
Năm 2002, Cameron làm nhà sản xuất cho Solaris, một bộ phim khoa học viễn tưởng của đạo diễn Steven Soderbergh. Bộ phim nhận được nhiều đánh giá trái chiều và có kết quả không mấy khả quan ở phòng vé. Vì rất muốn làm phim tài liệu, Cameron đã đạo diễn Expedition: Bismarck, một tác phẩm về tàu chiến Bismarck của Đức. Năm 2003, ông đạo diễn Ghosts of the Abyss, một bộ phim tài liệu về tàu RMS Titanic do Walt Disney Pictures và Walden Media phát hành, được thiết kế riêng cho các rạp chiếu phim 3D. Năm 2005, Cameron đồng đạo diễn Aliens of the Deep, một bộ phim tài liệu về các dạng sống khác nhau dưới đại dương. Ông cũng xuất hiện trong tác phẩm Titanic Adventure với Tony Robinson; đây là một bộ phim tài liệu khác về vụ đắm tàu Titanic. Năm 2006, Cameron đảm nhiệm vai trò đồng sáng tạo và tường thuật cho The Exodus Decoded, một bộ phim tài liệu khám phá khía cạnh Kinh thánh của Exodus. Năm 2007, Cameron và đạo diễn Simcha Jacobovici tham gia sản xuất tác phẩm The Lost Tomb of Jesus. Phim được phát sóng trên kênh Discovery vào ngày 4 tháng 3 năm 2007 và gây ra nhiều tranh cãi khi cho rằng Lăng mộ Talpiot là nơi chôn cất Chúa Giêsu thành Nazareth.
Đến giữa những năm 2000, Cameron bắt đầu trở lại vai trò đạo diễn và sản xuất dòng phim thị trường kể từ sau thành công của Titanic. Từ tháng 6 năm 2005, Cameron đã đề cập đến hai dự án là Avatar (2009) và Alita: Thiên thần chiến binh (2019), trong đó Alita: Thiên thần chiến binh do ông đảm nhiệm khâu sản xuất, và cả hai phim đều được quay bằng công nghệ 3D. Ông muốn thực hiện Alita: Thiên thần chiến binh trước, sau đó là Avatar nhưng đã hoán đổi thứ tự vào tháng 2 năm 2006. Mặc dù Cameron đã viết một bản đề cương phim dài 80 trang cho Avatar vào năm 1995, ông muốn những công nghệ liên quan được cải thiện trước khi bắt đầu sản xuất. Avatar, với cốt truyện lấy bối cảnh giữa thế kỷ 22, có kinh phí ước tính vượt quá 300 triệu USD. Dàn diễn viên của phim gồm Sam Worthington, Zoe Saldana, Stephen Lang, Michelle Rodriguez và Sigourney Weaver. Phim được thực hiện kết hợp giữa cảnh quay người thật và hoạt hình máy tính, sử dụng phiên bản nâng cao của kỹ thuật ghi hình chuyển động, vốn trước đây đã được đạo diễn Robert Zemeckis sử dụng trong The Polar Express. Cameron dự kiến thực hiện Avatar chỉ với phiên bản 3D, nhưng sau đó vẫn quyết định thực hiện thêm phiên bản 2D thông thường.

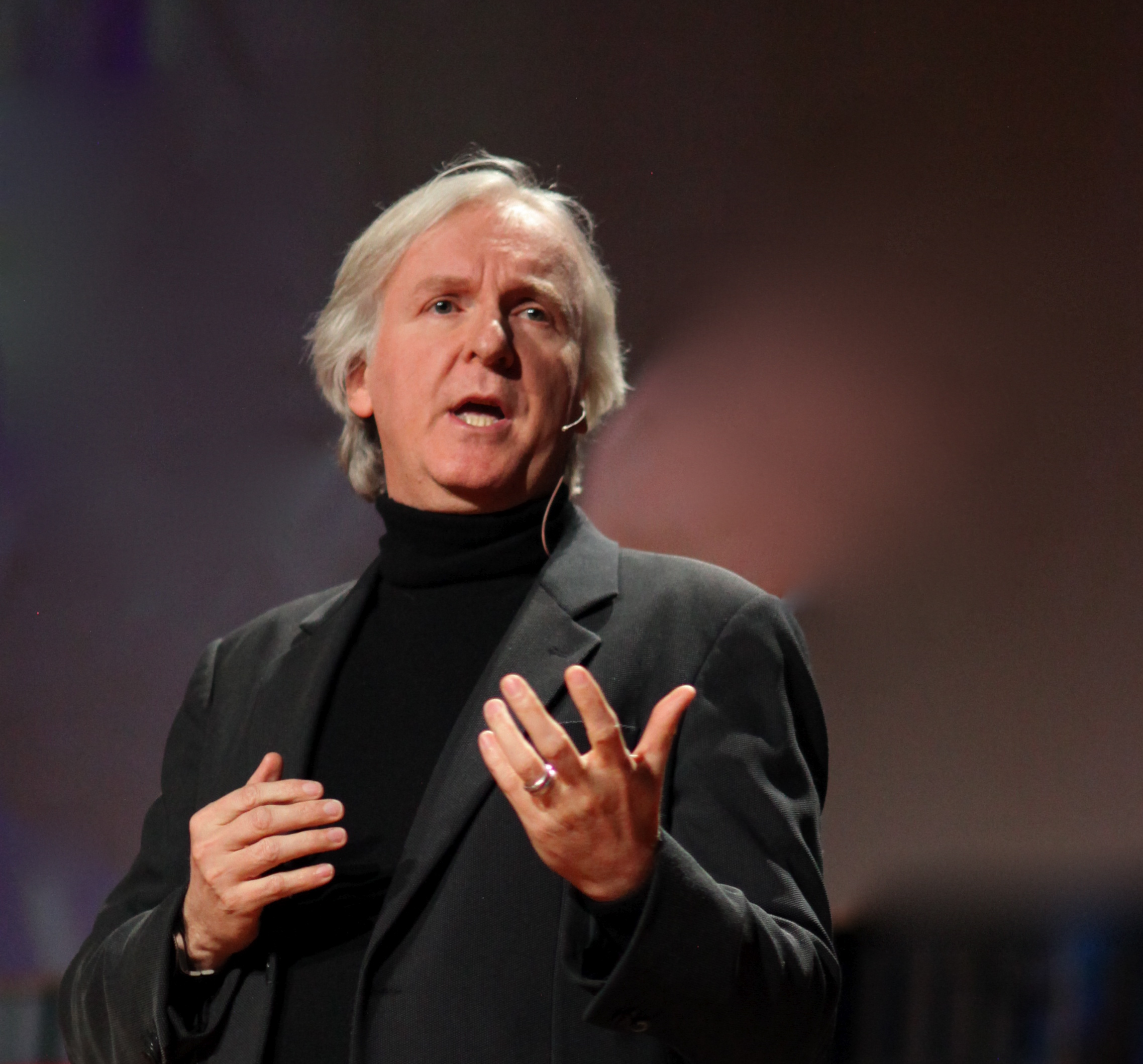
Cameron phát biểu tại một buổi thảo luận của TED vào tháng 2 năm 2010.

Dù dự kiến phát hành từ tháng 5 năm 2009, Avatar lại được lùi ngày công chiếu xuống ngày 18 tháng 12 năm 2009. Sự chậm trễ này cho phép ông có thêm thời gian chau chuốt phần hậu kỳ và tạo cơ hội cho các rạp chiếu phim lắp đặt máy chiếu 3D. Avatar đã phá vỡ một số kỷ lục phòng vé trong thời gian đầu ra rạp. Tác phẩm thu về 749,7 triệu USD ở Hoa Kỳ và Canada và hơn 2,74 tỷ USD toàn cầu, trở thành bộ phim có doanh thu cao nhất mọi thời đại tại Hoa Kỳ và Canada, vượt qua cả Titanic. Đây là bộ phim đầu tiên kiếm được hơn 2 USD tỷ USD toàn cầu. Avatar đã được đề cử chín giải Oscar, bao gồm Phim hay nhất và Đạo diễn xuất sắc nhất, và giành được ba giải: Chỉ đạo nghệ thuật xuất sắc nhất, Quay phim xuất sắc nhất và Hiệu ứng hình ảnh xuất sắc nhất. Vào tháng 7 năm 2010, một đợt tái công chiếu tại rạp đã giúp phim thu về thêm 33,2 triệu USD toàn cầu. Trong bài đánh giá điện ảnh của mình, Sukhdev Sandhu của The Telegraph khen ngợi kỹ thuật 3D, nhưng cho rằng Cameron "lẽ ra phải bạo hơn trong phần dựng phim". Năm đó, Vanity Fair báo cáo rằng thu nhập của Cameron là 257 triệu USD, khiến ông trở thành người có thu nhập cao nhất ở Hollywood. Tính đến năm 2020, Avatar và Titanic giữ thành tích là hai trong số năm phim đầu tiên trong lịch sử đạt doanh thu trên 2 tỷ USD toàn cầu.

### 2011–nay
Năm 2011, Cameron đảm nhiệm vai trò giám đốc sản xuất cho Sanctum, một bộ phim sinh tồn sau thảm họa kể về một chuyến thám hiểm lặn trong hang động chết chóc. Mặc dù nhận được nhiều đánh giá trái chiều nhưng bộ phim đã thu về 108 triệu USD tại các phòng vé trên toàn thế giới. Cameron đã điều tra lại vụ chìm tàu RMS Titanic với tám chuyên gia trong bộ phim tài liệu truyền hình đặc biệt năm 2012, Titanic: The Final Word with James Cameron, được công chiếu vào ngày 8 tháng 4 trên kênh National Geographic. Vào tháng 3 năm 2010, Cameron thông báo rằng Titanic sẽ được chuyển đổi và phát hành lại dưới định dạng 3D nhân dịp 100 năm ngày thảm kịch diễn ra. Vào ngày 27 tháng 3 năm 2012, Titanic 3D được công chiếu lần đầu tại Royal Albert Hall, London. Cameron cũng đảm nhiệm vai trò sản xuất điều hành của Cirque du Soleil: Worlds Away và Deepsea Challenge 3D lần lượt vào năm 2012 và 2014. Cameron xuất hiện trong bộ phim tài liệu Atlantis Rising năm 2017 cùng với người cộng sự Simcha Jacobovici. Cặp đôi tham gia vào một cuộc phiêu lưu khám phá sự tồn tại của thành phố Atlantis. Chương trình được phát sóng vào ngày 29 tháng 1 trên kênh National Geographic. Sau đó, Cameron tham gia sản xuất cũng như góp mặt trong một bộ phim tài liệu về lịch sử của thể loại phim khoa học viễn tưởng mang tên James Cameron’s Story of Science Fiction – bộ phim dài sáu tập được phát sóng trên AMC vào năm 2018. Loạt phim bao gồm một số bài phỏng vấn với Ridley Scott, Steven Spielberg, George Lucas và Christopher Nolan. Ông tuyên bố "Nếu không có Jules Verne và H. G. Wells, sẽ không có Ray Bradbury hoặc Robert A. Heinlein, và nếu không có họ, sẽ không có [George] Lucas, [Steven] Spielberg, Ridley Scott hoặc tôi".
Alita: Thiên thần chiến binh cuối cùng đã được phát hành vào năm 2019 sau quãng thời gian được phát triển song song với Avatar. Tác phẩm do Cameron cùng Jon Landau viết kịch bản và Robert Rodriguez đạo diễn, dựa trên loạt manga Nhật Bản năm 1990 Battle Angel Alita, với nội dung xoay quanh một người máy không thể nhớ bất cứ điều gì về tiền kiếp của mình phải bước vào cuộc hành trình khám phá sự thật. Được sản xuất với kỹ xảo và công nghệ tương tự như trong Avatar, phim có sự tham gia của Rosa Salazar, Christoph Waltz, Jennifer Connelly, Mahershala Ali, Ed Skrein, Jackie Earle Haley và Keean Johnson. Alita: Thiên thần chiến binh được công chiếu vào ngày 31 tháng 1 năm 2019 với đánh giá tích cực, thu về 404 triệu USD tại các phòng vé toàn cầu. Trong bài đánh giá của mình, Monica Castillo của RogerEbert.com gọi đây là "một bước nhảy đầy cảm hứng cho [Rodriguez]" và "một thành công về mặt hình ảnh" dù cho kịch bản khá cồng kềnh. Cameron sau đó tiếp tục trở lại với loạt phim Kẻ hủy diệt với tư cách là nhà sản xuất và biên kịch cho phần phim Kẻ hủy diệt: Vận mệnh đen tối (2019) của Tim Miller.

## Hoạt động xã hội
Kể từ năm 2012, Cameron và gia đình đã áp dụng chế độ ăn thuần chay. Cameron nói rằng "bằng cách thay đổi những gì bạn ăn, bạn sẽ thay đổi mối liên kết giữa loài người và thế giới tự nhiên". Ông và vợ là những người ủng hộ thực phẩm có nguồn gốc từ thực vật và đã kêu gọi các hoạt động xây dựng chuỗi sản xuất thực phẩm từ thực vật hoặc chứa ít thịt hơn để giảm thiểu tác động của biến đổi khí hậu. Năm 2006, vợ của Cameron đồng sáng lập MUSE School, ngôi trường thuần chay dành cho K–12 đầu tiên ở Hoa Kỳ. Ông cũng đã tổ chức các sự kiện cho Global Green USA và thúc đẩy các giải pháp bền vững để sử dụng năng lượng.
Đầu năm 2014, Cameron mua Beaufort Vineyard và Estate Winery ở Courtenay, British Columbia với giá 2,7 triệu USD để theo đuổi đam mê kinh doanh nông nghiệp bền vững của bản thân. Vào tháng 6 năm 2019, Cameron công bố một liên doanh kinh doanh với đạo diễn Peter Jackson để sản xuất thịt, phô mai và các sản phẩm từ sữa có nguồn gốc thực vật ở New Zealand. Ông gợi ý rằng chúng ta cần "một sự chuyển đổi tích cực sang một thế giới không có thịt hoặc tương đối không có thịt trong 20 hoặc 30 năm nữa." Năm 2012, Cameron mua hơn 1.000 ha đất ở South Wairarapa, New Zealand; những lần mua đất sau đó đã tăng lên khoảng 5.000 ha. Nhà Cameron trồng nhiều loại trái cây hữu cơ, các loại hạt và rau trên những mảnh đất này. Gần đó ở Greytown, gia đình cũng điều hành một quán cà phê và cửa hàng tạp hóa mang tên Forest Food Organics, chuyên bán các sản phẩm thu hoạch từ mảnh đất của họ.
Vào tháng 6 năm 2010, Cameron đã gặp các quan chức của Cục Bảo vệ Môi sinh Hoa Kỳ để thảo luận về các giải pháp khả thi cho sự cố tràn dầu Deepwater Horizon. Có thông tin cho rằng ông đã đề nghị sử dụng nguồn tiền của mình để hỗ trợ ngăn chặn giếng dầu bị rò rỉ. Ông cũng là thành viên của Hội đồng cố vấn NASA và đã làm việc với cơ quan vũ trụ này để chế tạo máy ảnh cho tàu thám hiểm Curiosity được gửi đến Sao Hỏa. Tuy nhiên, NASA đã phóng con tàu mà không sử dụng công nghệ của Cameron do không đủ thời gian thử nghiệm. Cameron cũng bày tỏ sự quan tâm đến một dự án về Sao Hỏa: "Tôi rất quan tâm đến quá trình đưa con người lên sao Hỏa [...] và tôi cũng đã thực hiện rất nhiều nghiên cứu cá nhân cho một cuốn tiểu thuyết, một phim truyền hình ngắn và một phim truyện 3D". Cameron cũng là thành viên của Mars Society, một tổ chức phi lợi nhuận vận động hành lang cho việc định cư trên Sao Hỏa. Cameron tán thành ứng cử viên đảng Dân chủ Hillary Clinton cho cuộc bầu cử tổng thống Hoa Kỳ năm 2016.

## Đời tư
Cameron đã kết hôn năm lần. Ông kết hôn với Sharon Williams từ năm 1978 đến năm 1984. Một năm sau khi ông và Sharon ly hôn, Cameron kết hôn với nhà sản xuất phim Gale Anne Hurd, một cộng tác viên thân thiết cho các bộ phim những năm 1980 của ông. Họ ly hôn vào năm 1989. Ngay sau khi ly thân với Hurd, Cameron gặp đạo diễn Kathryn Bigelow, người mà ông kết hôn vào năm 1989, nhưng họ ly hôn vào năm 1991. Cameron sau đó bắt đầu mối quan hệ với Linda Hamilton, nữ diễn viên trong loạt phim Kẻ hủy diệt; con gái của hai người sinh năm 1993. Cameron kết hôn với Hamilton vào năm 1997. Giữa những đồn đoán về mối quan hệ ngoại tình giữa Cameron và nữ diễn viên Suzy Amis, Cameron và Hamilton đã ly thân sau hai năm chung sống, với việc Hamilton nhận được khoản tiền 50 triệu USD. Ông kết hôn với Amis, người vợ thứ năm của mình, vào năm 2000. Họ có với nhau một con trai và hai con gái.
Cameron đã định cư tại Hoa Kỳ từ năm 1971, nhưng ông vẫn là một công dân Canada. Cameron nộp đơn xin nhập quốc tịch Mỹ vào năm 2004, nhưng đã rút đơn sau khi George W. Bush thắng cử tổng thống. Bị cuốn hút bởi New Zealand trong quá trình ghi hình Avatar, Cameron đã mua một trang trại rộng 1500ha và một ngôi nhà ở đó và chia thời gian của ông giữa California và New Zealand bây giờ. Tuy nhiên, Cameron đã rao bán ngôi nhà của mình ở Malibu, California, quyết định trở thành công dân của New Zealand và thực hiện tất cả các dự án trong tương lai của mình tại quốc gia này. Ông nói vào tháng 8 năm 2020: "Với tư cách là một cư dân New Zealand (và hy vọng sẽ sớm trở thành công dân), tôi dự định làm tất cả các bộ phim trong tương lai của mình ở New Zealand và tôi thấy đất nước này có cơ hội để chứng minh cho ngành công nghiệp điện ảnh quốc tế biết cách để quay trở lại làm việc một cách an toàn. Với Avatar [...], khi [bộ phim] hoàn thành, [tác phẩm] sẽ thu hút nhiều nhà sản xuất hơn đến với New Zealand và kích thích ngành công nghiệp màn ảnh và nền kinh tế trong nhiều năm.
Cameron cho biết ông là một "người cải đạo thuyết bất khả tri" và nói thêm rằng: "Tôi đã thề từ bỏ thuyết bất khả tri, mà bây giờ tôi coi là một chủ nghĩa vô thần hèn nhát". Cameron đã gặp người bạn thân Guillermo del Toro trong quá trình sản xuất bộ phim năm 1993 Cronos. Năm 1998, cha của del Toro bị bắt cóc ở Guadalajara và Cameron đã đưa cho del Toro hơn 1 triệu USD tiền mặt để trả tiền chuộc. Cameron cũng là một chuyên gia về thám hiểm biển sâu, một phần là do công việc của ông cho hai dự án The Abyss và Titanic,  một phần cùng là do niềm đam mê thời thơ ấu của ông với những con tàu đắm. Ông đã đóng góp vào những tiến bộ trong công nghệ quay phim dưới nước và các phương tiện dưới nước vận hành từ xa, đồng thời giúp phát triển hệ thống máy quay 3D Fusion Camera System. Năm 2011, Cameron trở thành nhà thám hiểm thường kỳ của National Geographic. Với vai trò này, ngày 7 tháng 3 năm 2012, ông đã lặn sâu 5 dặm xuống đáy rãnh New Britain bằng tàu Deepsea Challenger. 19 ngày sau, Cameron đến được Vực thẳm Challenger, điểm sâu nhất của Rãnh Mariana. Ông đã dành hơn ba giờ để khám phá đáy đại dương, trở thành người đầu tiên hoàn thành chuyến đi này một mình. Trong quá trình lặn xuống Vực thẳm Challenger, ông đã phát hiện ra các loài hải sâm, sâu mực mới và một loại amip đơn bào khổng lồ. Trước đó, ông đã thực hiện những lần lặn không người lái vào năm 1995 và 2009.
Tháng 6 năm 2013, họa sĩ người Anh Roger Dean đã đệ đơn khiếu nại bản quyền chống lại Cameron, yêu cầu bồi thường thiệt hại 50 triệu USD. Liên quan đến tác phẩm Avatar, ông bị buộc tội "cố ý sao chép, phổ biến và khai thác" các hình ảnh gốc của Dean; vụ án đã bị thẩm phán quận Jesse Ferman của Hoa Kỳ bác bỏ vào năm 2014. Năm 2016, Premier Exhibitions, chủ sở hữu của nhiều hiện vật từ tàu RMS Titanic, đã nộp đơn xin phá sản. Cameron ủng hộ quyết định của Bảo tàng Hàng hải Quốc gia và Bảo tàng Quốc gia Bắc Ireland của Vương quốc Anh để đấu thầu các hiện vật, nhưng chúng đã được một nhóm đầu tư mua lại trước khi cuộc đấu thầu chính thức được diễn ra.

## Phong cách đạo diễn và đón nhận
Phim của Cameron thường dựa trên các chủ đề khám phá những xung đột giữa những cỗ máy thông minh với con người hoặc thiên nhiên, mối nguy hiểm của lòng tham, các nhân vật nữ mạnh mẽ và những tình tiết phụ lãng mạn. Cameron đã nói thêm trong một cuộc phỏng vấn với The Talks, "Tất cả các bộ phim của tôi đều là những câu chuyện tình yêu."  Các nhân vật phải chịu đựng những cảm xúc căng thẳng và kịch tính trong môi trường hoang dã trên biển được khám phá trong The Abyss và Titanic. Loạt phim Kẻ hủy diệt thì coi công nghệ như một kẻ thù có thể dẫn đến sự tàn phá của nhân loại. Tương tự, Avatar coi những người dân bộ lạc là một nhóm lương thiện, trong khi đó "nền văn hóa đế quốc với công nghệ tiên tiến lại là thứ xấu xa". Các tác phẩm của Cameron đã tạo ảnh hưởng nhất định trong ngành công nghiệp điện ảnh Hollywood. The Avengers (2012) do Joss Whedon đạo diễn lấy cảm hứng từ cách tiếp cận các phân cảnh hành động của Cameron. Whedon cũng ngưỡng mộ khả năng của Cameron trong việc sáng tạo ra các nhân vật nữ anh hùng như Ellen Ripley của Aliens,  nói thêm rằng ông là "người dẫn dắt, người thầy và cũng là một Yoda". Đạo diễn Michael Bay thần tượng Cameron và bị ông thuyết phục sử dụng máy quay 3D để quay Transformers 3 (2011). Cách tiếp cận 3D của Cameron đã truyền cảm hứng cho Baz Luhrmann trong quá trình sản xuất phim điện ảnh Đại gia Gatsby (2013). Các đạo diễn khác cũng được Cameron truyền cảm hứng bao gồm Peter Jackson, Neill Blomkamp và Xavier Dolan.
Cameron được coi là một nhà làm phim sáng tạo trong ngành và không dễ để làm việc cùng. Theo Ed Harris, người đã làm việc với Cameron trong The Abyss, Cameron có cách cư xử rất chuyên quyền. Rebecca Keegan, tác giả cuốn sách The Futurist: The Life and Films of James Cameron, mô tả Cameron là "tay ôm việc" và sẽ cố gắng làm mọi công việc trên phim trường. Andrew Gumbel của The Independent nói Cameron "là một cơn ác mộng khi làm việc cùng. Các hãng phim [...] rất sợ thói quen đi lệch kế hoạch đã đề ra và [sản xuất] vượt quá ngân sách cho phép. Anh nổi tiếng trên phim trường vì thái độ kiên quyết và độc tài cùng tính khí nóng nảy của mình". Tác giả Alexandra Keller viết rằng Cameron là một người tự cao tự đại, bị ám ảnh bởi tầm nhìn nhưng ca ngợi "sự khéo léo về công nghệ" của ông trong việc tạo ra một "trải nghiệm xem đầy thẩm thấu". Nói về trải nghiệm của mình trên Titanic, Kate Winslet nói rằng cô rất ngưỡng mộ Cameron nhưng "đã có lúc tôi thực sự sợ hãi về anh ấy". Mô tả ông là người có "tính cách mà bạn sẽ không tin nổi", cô cho biết mình sẽ không làm việc với ông thêm một lần nào nữa trừ khi đó là "vì nhiều tiền". Mặc dù vậy, Winslet và Cameron vẫn tìm kiếm những dự án triển vọng trong tương lai và cuối cùng Winslet đã được tuyển chọn vào Avatar 2. Bạn diễn của cô, Leonardo DiCaprio, nói với tạp chí Esquire, "khi ai đó cảm thấy khác biệt trên trường quay, thì tức là đã có một cuộc đối đầu. Anh ấy sẽ cho bạn biết chính xác cảm giác của mình", dù vẫn dành cho Cameron lời khen, "anh ấy thuộc dòng dõi của John Ford. Anh ấy biết bản thân muốn phim của mình sẽ như thế nào." Sam Worthington, người đóng vai chính trong Avatar, nói rằng nếu điện thoại di động đổ chuông trong quá trình quay phim, Cameron sẽ "đóng đinh nó vào tường bằng súng bắn đinh". Nhà soạn nhạc James Horner cũng không miễn nhiễm với yêu cầu của Cameron; ông nhớ lại việc phải biên soạn phần âm nhạc trong một khoảng thời gian rất ngắn cho Aliens. Sau trải nghiệm đó, Horner đã không hợp tác với Cameron trong suốt một thập kỷ. Năm 1996, họ hàn gắn lại mối quan hệ và Horner đã sản xuất phần nhạc phim cho Titanic và Avatar.
Bất chấp những tai tiếng trên, Bill Paxton và Sigourney Weaver lại ca ngợi sự cầu toàn và tỉ mẩn của Cameron. Weaver nói, "Anh ấy thực sự muốn chúng tôi phải liều mạng để thực hiện những cảnh quay, và anh ấy cũng không ngại mạo hiểm [mạng sống] của chính mình". Năm 2015, Weaver và Jamie Lee Curtis khen ngợi Cameron. Curtis nhận xét, “anh ấy có thể làm nhiều công việc khác nhau [ngoài diễn xuất]. Tôi đang nói về mọi khâu, từ chỉ đạo nghệ thuật đến đạo cụ, trang phục cho đến máy quay, anh biết nhiều hơn tất cả những người làm công việc đó. Curtis cũng cho biết "Anh ấy rất hào phóng với các diễn viên", còn Weaver thì gọi Cameron là một "thiên tài". Michael Biehn, một cộng sự thường xuyên, cũng ca ngợi Cameron “là một người có nhiều đam mê. Anh ấy quan tâm đến phim của mình hơn là các đạo diễn khác quan tâm đến phim của họ", và "Tôi chưa bao giờ thấy anh quát mắng ai". Worthington nhận xét, "Anh ấy yêu cầu sự xuất chúng. Nếu bạn không cho anh ấy điều đó, bạn sẽ bị nhai mất. Và đó là một điều tốt ". Khi được hỏi vào năm 2012 về danh tiếng của mình, Cameron trả lời một cách nhẹ nhàng, "Tôi không cần phải hét lên nữa, bởi vì từ đó đã có sẵn rồi". Trong năm 2021, khi phát hành một MasterClass trong thời gian tạm dừng công việc của mình cho dự án phần tiếp theo của Avatar, Cameron thừa nhận rằng nếu ông có thể đi ngược thời gian, ông sẽ thay đổi cách làm việc với các diễn viên và đoàn làm phim của mình bằng cách ít chuyên quyền hơn, đồng thời cũng tự nhận mình là “nhà độc tài”; Cameron cho biết khi ông đến thăm một phim trường của Ron Howard, ông đã "chết lặng" khi thấy Howard đã dành rất nhiều thời gian để khen ngợi đoàn làm phim, và ông khao khát trở thành một "Ron Howard bên trong mình".

## Giải thưởng

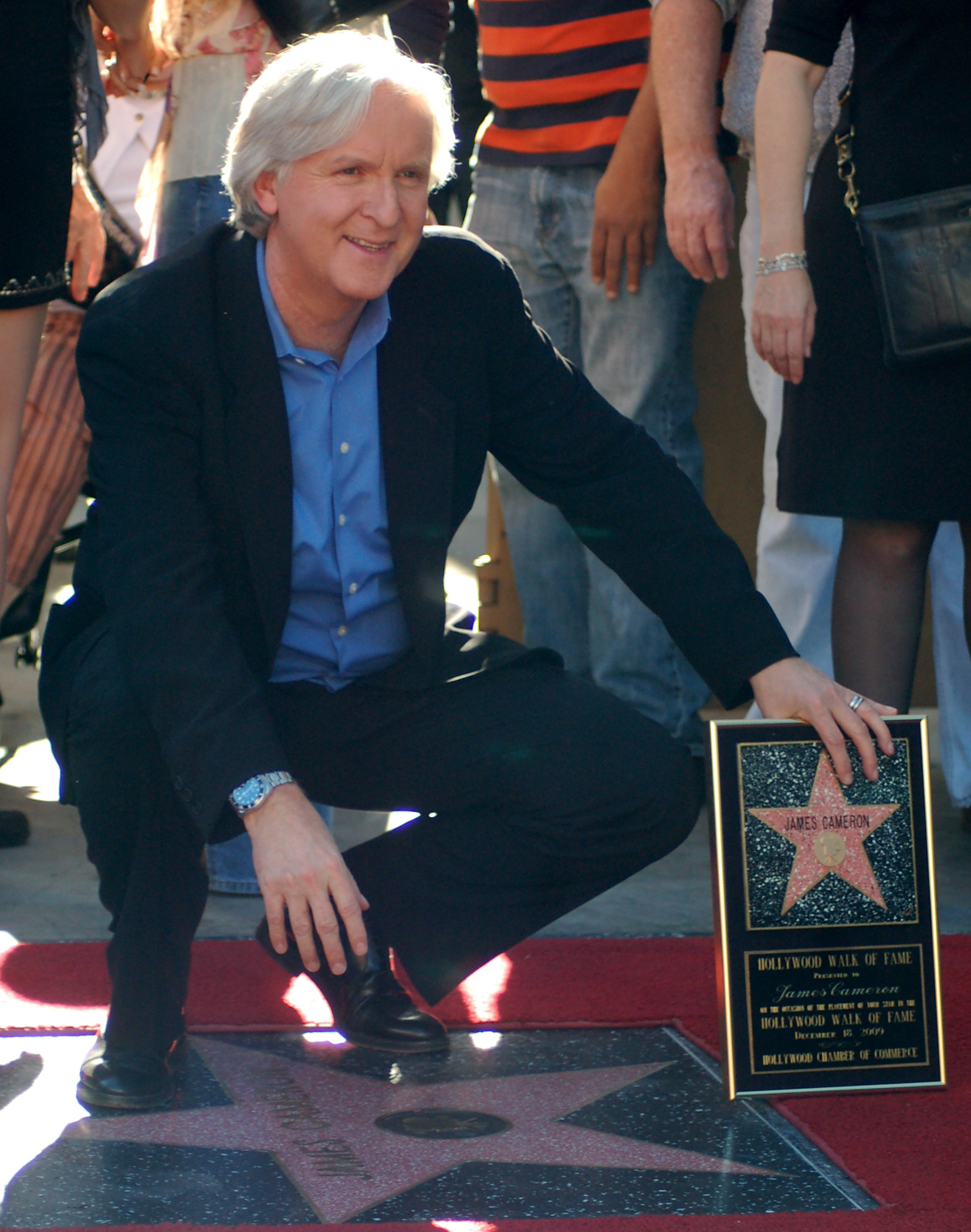
Cameron nhận một ngôi sao trên Đại lộ Danh vọng Hollywood, tháng 12 năm 2009.

Cameron đã nhận được Giải Ray Bradbury đầu tiên từ Hiệp hội nhà văn khoa học viễn tưởng và kỳ ảo Hoa Kỳ vào năm 1992 cho Kẻ hủy diệt 2: Ngày phán xét. Để ghi nhận "sự nghiệp xuất sắc với tư cách là nhà làm phim người Canada", Đại học Carleton đã trao cho Cameron bằng Tiến sĩ Mỹ thuật danh dự vào ngày 13 tháng 6 năm 1998. Cameron đã nhận được giải Golden Plate của Viện Hàn lâm Thành tựu Hoa Kỳ vào năm 1998, do George Lucas trao tặng. Ông cũng nhận được bằng tiến sĩ danh dự năm 1998 từ Đại học Brock ở St. Catharines, Ontario, cho những thành tựu của mình trong ngành công nghiệp điện ảnh quốc tế. Năm 1998, Cameron nhận bằng danh dự của Đại học Ryerson, Toronto; trường đại học này trao tặng danh hiệu cao quý nhất cho những người có đóng góp phi thường ở Canada hoặc quốc tế. Một năm sau, Cameron nhận bằng Tiến sĩ Mỹ thuật danh dự của Đại học Bang California, Fullerton. Các tác phẩm của Cameron đã được Viện Hàn lâm Khoa học và Nghệ thuật Điện ảnh công nhận; ông cũng là một trong số ít đạo diễn giành được ba giải Oscar trong một năm. Với Titanic, ông giành giải Đạo diễn xuất sắc nhất, Phim hay nhất (chia sẻ với Jon Landau) và Dựng phim xuất sắc nhất (chia sẻ với Conrad Buff và Richard A. Harris). Năm 2009, ông được đề cử giải Dựng phim xuất sắc nhất cùng với John Refoua và Stephen E. Rivkin, Đạo diễn xuất sắc nhất và Phim hay nhất cho Avatar. Cameron đã giành được hai giải Quả cầu vàng cho Đạo diễn xuất sắc nhất với Titanic và Avatar.
Để ghi nhận những đóng góp của ông trong công nghệ quay phim dưới nước và công nghệ phương tiện từ xa, Đại học Southampton đã trao tặng Cameron bằng Tiến sĩ danh dự của trường vào tháng 7 năm 2004. Cameron đã nhận giải thưởng tại Trung tâm Hải dương học Quốc gia Hoa Kỳ. Năm 2008, Cameron nhận được một ngôi sao trên Đại lộ Danh vọng của Canada và một năm sau, nhận được ngôi sao thứ 2.396 trên Đại lộ Danh vọng Hollywood. Vào ngày 28 tháng 2 năm 2010, Cameron đã được vinh danh với Giải thưởng Thành tựu trọn đời của Hiệp hội Hiệu ứng Hình ảnh (VES). Vào tháng 6 năm 2012, Cameron được giới thiệu đến Đại sảnh Danh vọng Khoa học Viễn tưởng tại Bảo tàng Văn hóa nhạc Pop vì những đóng góp của ông cho lĩnh vực khoa học viễn tưởng và giả tưởng. Lấy cảm hứng từ Avatar, Disney đã xây dựng Pandora – The World of Avatar tại Vương quốc Động vật của Disney ở Hồ Buena Vista, Florida, mở cửa cho công chúng vào ngày 27 tháng 5 năm 2017.  Loài ếch Pristimantis jamescameroni được đặt theo tên của Cameron để vinh danh những đóng góp của ông trong việc thúc đẩy nhận thức về môi trường và vận động ăn chay.
Năm 2010, tạp chí Time vinh danh Cameron là một trong 100 người có ảnh hưởng nhất trên thế giới. Cùng năm đó, ông được xếp ở vị trí đầu danh sách trong The Guardian Film Power 100  và ở vị trí thứ 30 trong danh sách "50 nhân vật có ảnh hưởng nhất thế giới năm 2010" của New Statesman. Năm 2013, Cameron đã nhận được Giải Nierenberg cho Khoa học Cộng đồng, giải thưởng được trao hàng năm bởi Viện Hải dương học Scripps. Năm 2019, Cameron được Toàn quyền Canada Julie Payette bổ nhiệm làm Người đồng hành của Order of Canada.

## Danh sách phim
| Năm  | Tựa đề                       | Phân phối                                         |
| ---- | ---------------------------- | ------------------------------------------------- |
| 1982 | Piranha II: The Spawning     | Saturn International Pictures / Columbia Pictures |
| 1984 | Kẻ hủy diệt                  | Orion Pictures                                    |
| 1986 | Aliens                       | 20th Century Fox                                  |
| 1989 | The Abyss                    | 20th Century Fox                                  |
| 1991 | Kẻ hủy diệt 2: Ngày phán xét | TriStar Pictures                                  |
| 1994 | True Lies                    | 20th Century Fox / Universal Pictures             |
| 1997 | Titanic                      | Paramount Pictures / 20th Century Fox             |
| 2003 | Ghosts of the Abyss          | Buena Vista Pictures                              |
| 2005 | Aliens of the Deep           | Buena Vista Pictures                              |
| 2009 | Avatar                       | 20th Century Fox                                  |
| 2022 | Avatar 2                     | 20th Century Studios                              |
| 2024 | Avatar 3                     | 20th Century Studios                              |